# 6605 Carmontelle
6605 Carmontelle este un asteroid din centura principală de asteroizi.

## Descriere
6605 Carmontelle este un asteroid din centura principală de asteroizi. A fost descoperit pe 22 septembrie 1990 la Observatorul La Silla de Eric Walter Elst. Asteroidul prezintă o orbită caracterizată de o semiaxă mare de 2,89 ua, o excentricitate de 0,08 și o înclinație de 3,2° în raport cu ecliptica.